# 斯巴希堡
36°05′N 7°15′E / 36.083°N 7.250°E

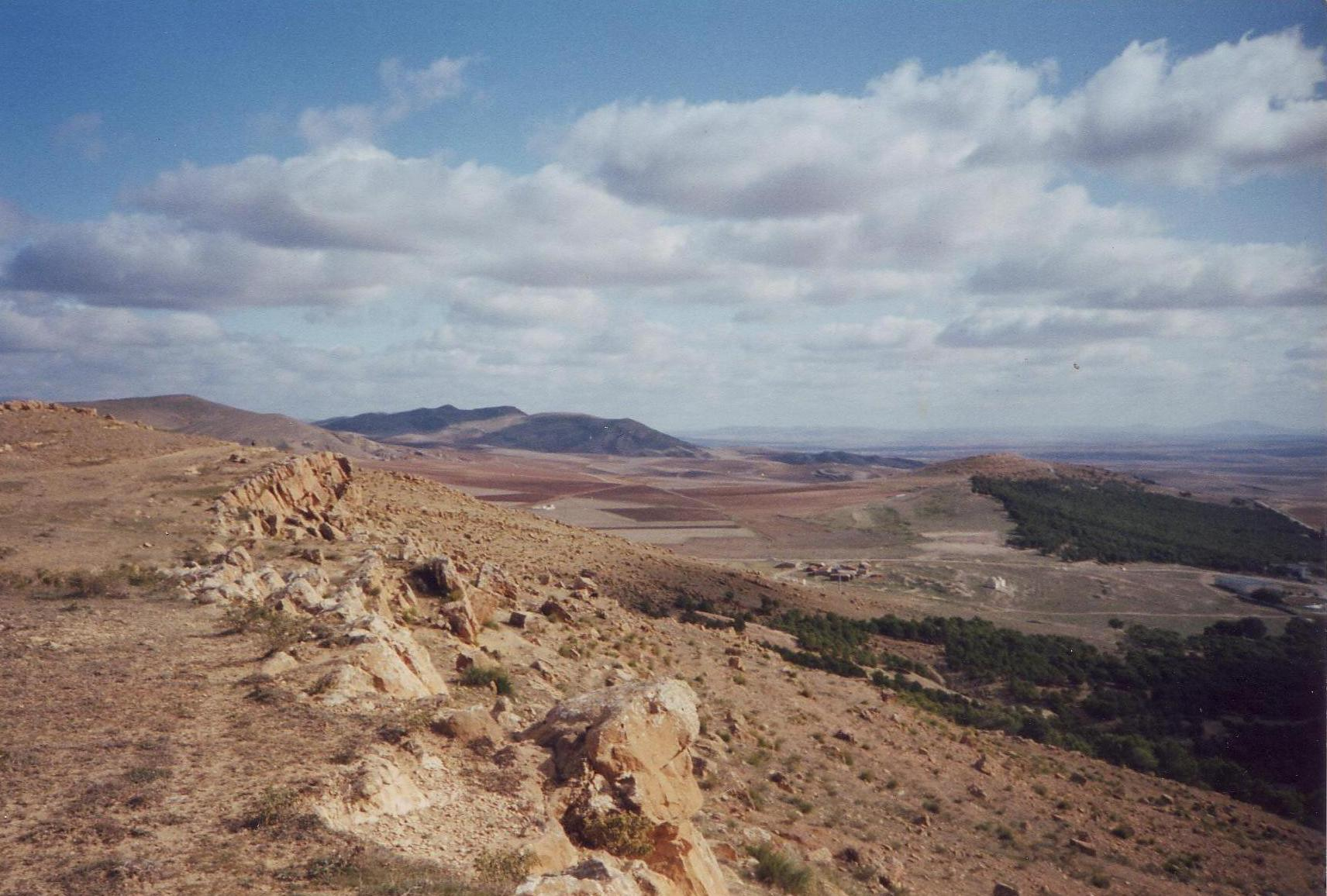

斯巴希堡（阿拉伯语：‎），是阿爾及利亞的城鎮，位於該國東北部，由烏姆布瓦吉省負責管轄，是斯巴希堡區的首府，面積177平方公里，2008年人口11,833，人口密度每平方公里67人。